# Ernst August von Göchhausen
Ernst August von Göchhausen (12 de junio de 1740 - 22 de marzo de 1824) fue un funcionario de la ciudad de Weimar y antiguo oficial prusiano y masón. Es conocido por su libro que denuncia una conspiración política global.

## Teorías
En 1786 en su libro "Revelaciones sobre el sistema politicó cosmopolita", denunció una conspiración masónica-illuminati-jesuita y predijo "inevitables revoluciones mundiales" 3 años antes de la revolución francesa.

## Libros

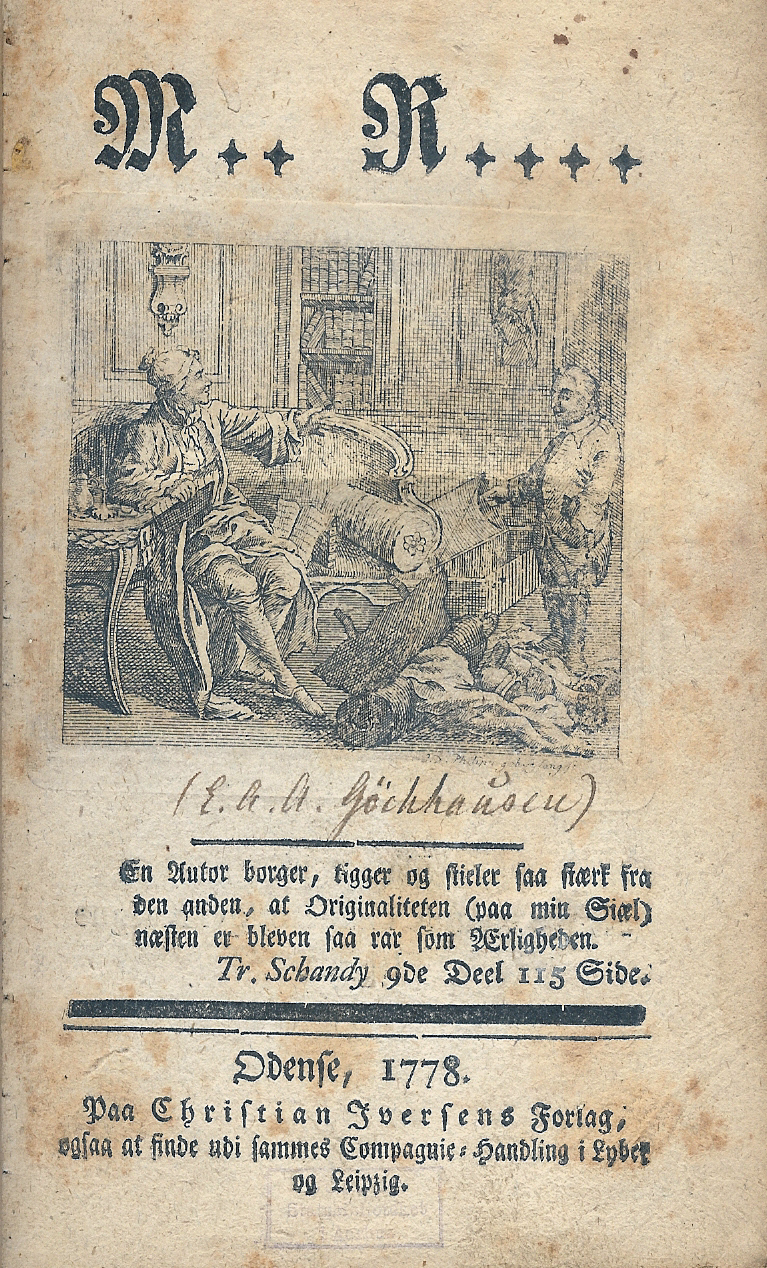
Su libro: Meine Reisen

- Enthüllungen des Systems der Weltbürger-Politik, Rom, 1786.
- Das Werther-Fieber, ein unvollendetes Familienstück, Nieder-Teutschland (d.i. Leipzig, Weidmanns Erben), 1776.
- Meine Reisen, 1778.